# TAV Airports
TAV Airports Holding (Tepe Akfen Vie) (тур. TAV Havalimanları Holding A.Ş.) турецький холдинг що був створений як спільне підприємство між холдингами Тепе і Акфен та Airport Consulting Vienna в 1997 році. TAV Airports провідний оператор аеропортів в Туреччині, за пасажирською статистикою, включаючи трансферних пасажирів.

## Історія
У жовтні 2011 року "ТАВ аеропорти", був виставлений на продаж за €2 млрд, з Crédit Suisse  регулятором процесу торгів. 5 місяців потому, 12 березня 2012 року, ТАВ оголосив про плановану продажу 38% акцій компанії  Aéroports de Paris  на загальну суму 874 млн. дол. Обидві компанії обслуговують 180 мільйонів пасажирів у 37 аеропортах в цілому. 
У січні 2016 року, генеральний директор " ТАВ  аеропорти" С. Седер, оголосив про свій намір проникнути на іранський ринок. 

## Діяльність
ТАВ бере участь в інших галузях аеропортової діяльності, а саме: продукти харчування та напої , наземне обслуговування, інформаційні технології, безпека. Йоко аеропорти обслуговують близько 420 тисяч рейсів і 48 мільйонів пасажирів в середньому за рік.
У 2010 році, 55% сукупної виручки фірми - були не авіаційного походження. Акції компанії котируються на Стамбульській фондовій біржі з лютого 23, 2007, під назвою "TAVHL".

## Аеропорти працюють[7]
Хорватія
- Franjo Tuđman Airport, Загреб

 Грузія
- Міжнародний Аеропорт Батумі
- Міжнародний Аеропорт Тбілісі

 Латвія
- Міжнародний Аеропорт Рига

 Північна Македонія
- "Олександр Великий" , Скоп'є
- "Святий Апостол Павло" , Охрид

 Саудівська Аравія
- Аеропорт "Принц Мохаммад Бін Абдулазіз" , Медина
- Аеропорт "Король Халід" Термінал 5, Ер-Ріяд

 Туніс
- Енфіда – Хаммамет
- Міжнародний Аеропорт Хабіб Бургуіби

 Туреччина
- Аднан Мендерес, Ізмір
- Ааеропорт Ататюрк , Стамбул
- Міжнародний Аеропорт Есенбога, Анкара
- Аеропорт Газипаша, Аланія
- Мілас–Бодрум, Бодрум

## Зовнішні посилання
- Офіційний сайт
- Портал ТАВ аеропорти та ТАВ будівництва
- Холдинг "Акфен" [Архівовано 12 травня 2017 у Wayback Machine.]